# Ludwig von Aretin
Ludwig Freiherr von Aretin (* 19. März 1845 in Haidenburg; † 5. Februar 1882 ebenda) war Gutsbesitzer und Mitglied des deutschen Reichstags.

## Leben
Ludwig entstammte der Familie Aretin. Er war ein Sohn des Reichstagsabgeordneten Peter Karl von Aretin und dessen Ehefrau Franziska, geborene von Gumppenberg (1823–1858). Der Regierungspräsident Anton von Aretin war sein jüngerer Bruder.
Er besuchte in der Pagerie das Ludwigsgymnasium in München und studierte auch in München Rechtswissenschaften. Nach dem theoretischen Examen praktizierte er zwei Jahre an mehreren Gerichten und Ämtern. Ferner studierte er Forst- und Landwirtschaft in Tharandt und Hohenheim. Als Unterleutnant auf Kriegsdauer nahm er 1866 im 5. Chevaulegers-Regiment der Bayerischen Armee am Krieg gegen Preußen teil. 1868 absolvierte Aretin seinen Dienst als Einjährig-Freiwilliger und wurde anschließend zur Landwehr entlassen. Den Krieg gegen Frankreich erlebte er 1870/71 im 3. Chevaulegers-Regiment.
Aretin bestätigte sich als Landwirt und Administrator auf den Gütern seines Vaters. Verheiratet war er seit 1872 mit Mary Howard, 1875 wurde der gemeinsame Sohn Heinrich geboren.
Ab 1874 war er Mitglied des Deutschen Reichstages, als Abgeordneter für das Zentrum vertrat er den Wahlkreis Schwaben 4 (Illertissen, Neu-Ulm, Memmingen). Am 4. Oktober 1880 legte er sein Reichstagsmandat nieder.